# Уотерхаус, Джордж Роберт
Джордж Ро́берт Уо́терхаус (англ. George Robert Waterhouse) — английский зоолог, энтомолог.

## Биография
Джордж Роберт Уотерхаус был сыном архитектора Джеймса Эдварда Уотерхауса. В 1833 году он стал соучредителем Королевского энтомологического общества Лондона и был избран управляющим библиотекой. С 1849 по 1850 годы он был президентом общества.
С 1835 по 1836 годы Уотерхаус работал куратором в музее Ливерпуля. Затем он перешёл в Зоологическое общество Лондона, где работал куратором до 1843 года. В ноябре 1843 года он работал помощником куратора по минералогии в Британском музее в Лондоне, а в декабре 1851 года управляющим отделом минералогии. В 1857 году Уотерхаус стал управляющим отделом геологии, оставаясь на этой должности до 21 июня 1880 года.
Чарльз Дарвин познакомился с Уотерхаусом уже во время своей учёбы в Кембридже в конце 1829 года, так как оба были усердными собирателями жуков. В начале января 1837 года Дарвин во время своей поездки на HMS Beagle передал собранные экземпляры млекопитающих и птиц Зоологическому обществу.
Дочь Уотерхауса вышла замуж за энтомолога Эдварда Рая, а сын Чарльз Оуэн стал известным энтомологом-колеоптерологом.

## Труды
- Catalogue of the mammalia preserved in the Museum of the Zoological Society of London. 1838—1839
- The Zoology of the Voyage of H.M.S. Beagle. Mammalia. Smith, Elder & Co., London 1838—1839
- The Naturalist’s Library. Mammalia. Vol. XI.: Marsupialia, or Pouched Animals. W. H. Lizars, Edinburgh 1841
- A natural history of the Mammalia. 2 Bände, H. Baillière, London 1846—1848
- Catalogue of British Coleoptera. Taylor and Francis, London 1858